# Sphaeroma quoianum
Sphaeroma quoianum is een pissebed uit de familie Sphaeromatidae. De wetenschappelijke naam van de soort is voor het eerst geldig gepubliceerd in 1840 door Henri Milne-Edwards.

## Verspreiding
Sphaeroma quoianum is een gravende pissebed die lijkt op een aardse rolpissebed. Deze soort is inheems in Australië en Nieuw-Zeeland. Geïntroduceerde populaties zijn bekend van de westkust van Noord-Amerika, waar het varieert van Zuid-Californië tot Oregon. Het graaft in substraten, waaronder rottend hout, zachte zandsteen, kwelderveen en piepschuim. Het is een prominente soort in sommige estuaria waar het is geïntroduceerd en het is bekend dat het de erosie in moerasoevers en dokdobbers van piepschuim verhoogt. Het werd waarschijnlijk voor het eerst geïntroduceerd (rond 1898) in de Baai van San Francisco in het zachte rotte hout van een scheepsromp.